# Nadejda de Torby

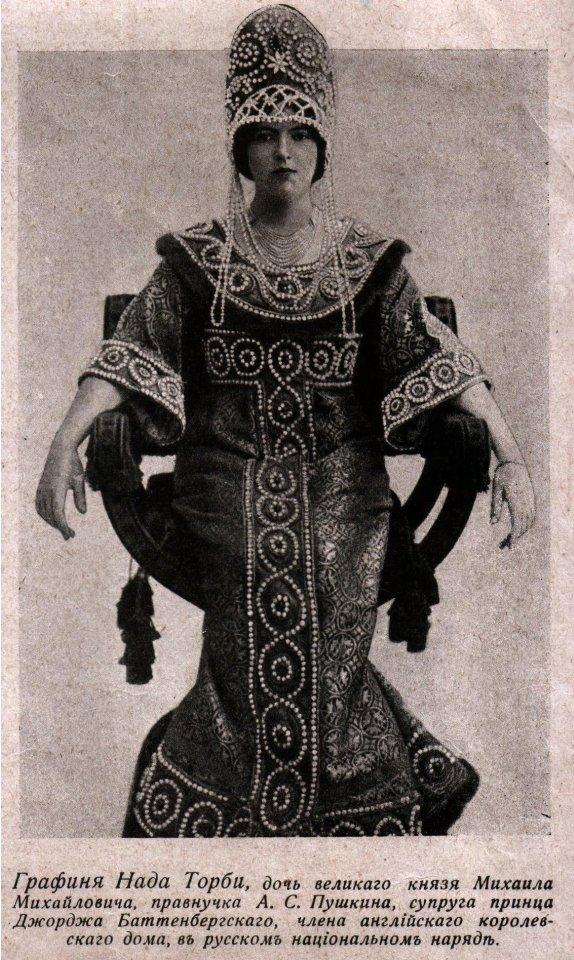
Nadejda de Torby entre 1916 y 1917.

Nadejda Mijáilovna Románova, condesa de Torby (Cannes, 28 de marzo de 1896-ibidem, 22 de enero de 1963), después Nadejda Mountbatten, marquesa de Milford Haven, fue la segunda hija del matrimonio morganático del gran duque Miguel Mijáilovich Románov de Rusia y la condesa Sofía de Merenberg, y hermana menor de Anastasia de Torby.

## Biografía
Sus abuelos paternos fueron el gran duque Miguel Nikoláyevich de Rusia y la princesa Cecilia de Baden. Miguel era el séptimo y último hijo del zar Nicolás I de Rusia y de Carlota de Prusia. Su madre era nieta de Aleksandr Pushkin, quien a su vez era bisnieto de Abram Petrovich Gannibal, protegido africano de Pedro el Grande. 
Apodada «Nada», se casó el 15 de noviembre de 1916, en Londres, Inglaterra, con el príncipe Jorge de Battenberg. El príncipe cambió su apellido a Mountbatten y renunció a sus títulos nobiliarios alemanes en 1917, más tarde sería el segundo marqués de Milford Haven. Tuvieron dos hijos: Lady Tatiana Elizabeth Mountbatten (16 de diciembre de 1917-15 de mayo de 1988), que murió soltera, y David Mountbatten, que sería tercer marqués de Milford Haven (12 de mayo de 1919-14 de abril de 1970), padre del actual marqués. 
La marquesa de Milford Haven murió en Cannes, Francia, en 1963.